# Eutrichota affinis
Eutrichota affinis este o specie de muște din genul Eutrichota, familia Anthomyiidae. A fost descrisă pentru prima dată de Stein în anul 1898. Conform Catalogue of Life specia Eutrichota affinis nu are subspecii cunoscute.